# Maieru
Maieru est une commune du județ de Bistrița-Năsăud, en région de Transylvanie, en Roumanie, composée des villages d'Anieș et de Maieru.

## Démographie
Selon le recensement effectué en 2011, la population de la commune Maieru s'élève à 7.089 habitants, en baisse par rapport au précédent recensement de 2002, où le chiffre monte à 7.382. La plupart des habitants sont roumains (97,66%). L'ethnicité est inconnue pour 2,19% de la population. D'un point de vue religieux, la majorité des habitants sont orthodoxes (76,65%), mais il existe aussi des minorités de pentecôtistes (13,84%) et de catholiques grecs (5,21%). Pour 2,33% de la population, l'appartenance religieuse n'est pas connue.

## Politique et administration
La commune de Maieru est administrée par un maire et un conseil local composé de 15 conseillers. Le maire, Vasile Borș du Partidul Social Democrat, est en poste depuis 2016.

## Personnalités notables

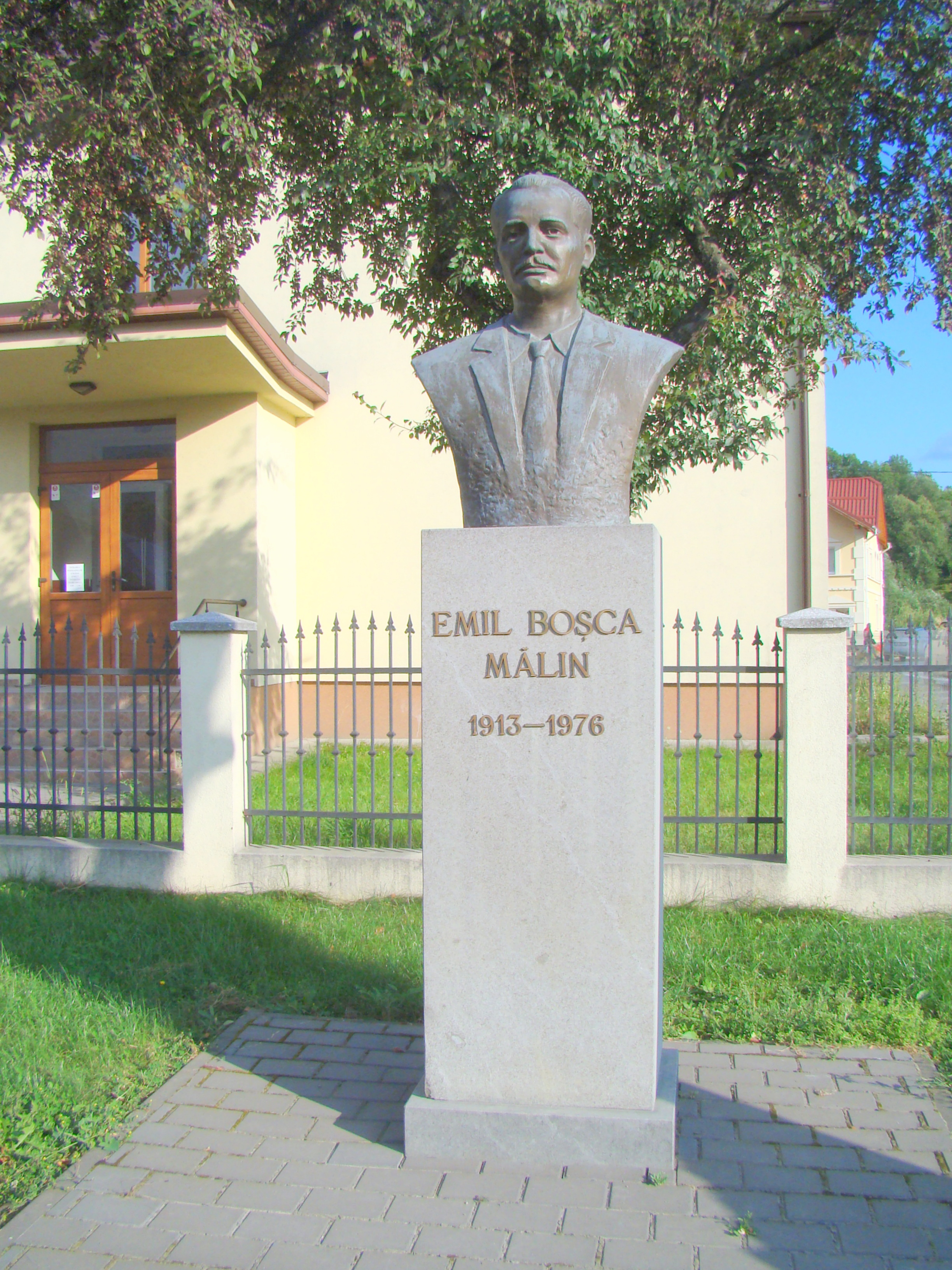
Le buste d'Emil Boșca-Mălin de Maieru

- Emil Boşca-Mălin (1913-1976). Auteur de « Lupta presei transilvane » (publié en 1945) ;
- Emil Rebreanu (1891-1917), officier roumain d'Autriche-Hongrie, frère de l'écrivain Liviu Rebreanu .
- Maria Cioncan (1977 - 2007), athlète roumaine, médaillée de bronze du 1 500 m aux Jeux olympiques d'été de 2004 à Athènes.

## Lieux touristiques
- La statue "Lupa Capitolina" de Maieru
- L'église Pious Paraschiva de Maieru (monument historique)
- Le musée "Cuibul Visurilor" à Maieru

## Jumelage
- Nort-sur-Erdre (France)